# Clive Lamming
Clive Lamming, né le 17 août 1938 à Louth, est un historien français, notamment connu pour ses nombreuses publications concernant le domaine ferroviaire.

## Biographie

### Famille
Clive Lamming vit en France depuis sa jeunesse. Né d'un père britannique (Francis-Edgar Lamming) et d'une mère française (Marie-Anne Champel) qui fut interprète dans les Forces françaises libres, à Londres, pendant la Seconde Guerre mondiale, il vient en France avec sa mère, divorcée, après la guerre. Il épouse Thérèse Jaje (française d'origine polonaise) en 1968. Deux enfants sont nés de ce mariage : Xavier en 1969 et Brigitte en 1972.

### Formation
Après des études secondaires à Lons-le-Saunier, de philosophie à Besançon et à Paris (licence et CAPES), et après son service militaire, il enseigne à Vesoul et à Landrecies comme professeur de philosophie, à Melun comme professeur d'École normale, puis il devient professeur d'École normale nationale d'apprentissage (ENNA) et de l'École normale supérieure de l'enseignement technique de Cachan (ENSET) comme professeur agrégé. Il forme des professeurs de l'enseignement technique à l'Éducation nationale et est membre de la Commission Paritaire des professeurs d'ENNA. Comme professeur d'ENNA, il devient formateur des instructeurs du centre de formation des apprentis (CFA) de la SNCF.
En 1984-1985, il a été chargé d’un rapport sur les Loisirs techniques en France, remis au ministre de la Jeunesse et des Sports. Il est membre de la Commission européenne via le Centre européen pour le développement de la formation professionnelle, à la fin des années 1990, et l'un des créateurs du service éducatif du Musée des Arts et Métiers du Conservatoire national des arts et métiers (Cnam) où il enseigne de 1994 à 2003.

### Carrière académique et recherches
En 1993 à l'université Paris-Sorbonne, il soutient sa thèse de doctorat d'histoire consacrée à l’analyse de l’ « évolution des politiques de traction et des techniques de traction à la SNCF », sous la direction de François Caron, en présence notamment de Fernand Nouvion,.
Historien des chemins de fer français, lauréat de l'Académie française, il est connu dans le monde ferroviaire pour avoir publié une centaine d'ouvrages (111 officiellement déposés à la Bibliothèque Nationale), dont certains sont des références, publiés chez de grands éditeurs, comme le Larousse des trains et des chemins de fer ou Les Grands Trains (Larousse), Métro insolite, Cinquante ans de traction à la SNCF (CNRS), Trains de légende (Atlas), etc[non neutre]. Il a écrit environ 200 ouvrages en totalité si l'on ajoute tout ce qui concerne les trains-jouets et le modélisme ferroviaire. Il est collectionneur de très nombreux documents historiques et livres ferroviaires (remontant jusqu'à 1845), de photographies ferroviaires anciennes (remontant jusqu'aux années 1870) et de catalogues de trains-jouets anciens et miniatures (remontant jusqu'au XIXe siècle).
Il collabore à la Revue générale des chemins de fer, revue de référence pour les ingénieurs de la SNCF. Il est membre de la Commission Nationale Patrimoine et Architecture (CNPA) des Monuments Historiques (section IV, patrimoine industriel, chemins de fer) depuis 2007. 
Le 3 avril 2007, il est consultant en studio et commente le record du monde de vitesse du TGV pour France 2 lors de l'opération V 150.
Pendant plusieurs mois en 2010, il travaille comme conseiller technique et historique pour les décors ferroviaires du grand film en 3D de Martin Scorsese, Hugo Cabret. Tourné aux Shepperton Studios de Londres, le film se passe dans une grande gare parisienne (Gare du Nord) en 1929.
Il a fait le même travail, avec reconstitution précise du train, pour la version de 2017 du film Le Crime de l'Orient-Express de Kenneth Branagh, produit par la 20th Century Fox,.
Il a donné deux conférences, comme historien du chemin de fer, lors de la réunion spéciale du G8 qui s'est tenue à Paris, les 4 et 5 juillet 2011, en vue de la création du réseau ferré national afghan pour lequel il a proposé un tracé est-ouest reliant directement la Chine à l'Europe par l'Afghanistan, l'Iran et la Turquie, entièrement à voie normale,. Les travaux ont commencé au début de novembre 2016 et se termineront en 2027, avec la mise en place du réseau afghan (5 500 km), permettant un trajet direct d'environ 12 000 km entre la Chine et l'Europe par le réseau afghan, cela grâce à un financement de 16,7 milliards de dollars avancé par la Banque asiatique de développement. Aujourd'hui, la ligne est en service entre Khaf et Herat sur 225 kilomètres, dont 140 km en Afghanistan et 85 km en Iran et, depuis le 9 mai 2023, des trains de 655 tonnes circulent.

## Publications
- Le Chemin de fer passion. De la réalité au train miniature, Loco Revue, 1969, 100 p[N 1].
- La Boîte à outils, rubriques Les Doigts d'or et Maquettisme et Modélisme, Atlas, Paris, 1976-1979 24 fiches consacrées au modélisme ferroviaire[N 2].
- Comment ça marche, parties Trains réels[N 2], Atlas, Paris, 1978-1981
- Encyclopédie A-Z, parties Trains réels[N 2], Atlas, Paris, 1978-1983
- Pratique réaliste du modélisme ferroviaire, Picador, Paris, 1979, 200 p.[N 3].
- Le Modélisme ferroviaire, guide pratique, De Vecchi, Paris, 1980, 150 p.  (ISBN 2-85177-167-1)
- Modélisme et Trains, Atlas, Paris, 1980, 126 p[N 4]
- Les Locomotives, De Vecchi, Paris, 1980, 160 p[N 5]
- Gares et Bâtiments ferroviaires en modélisme, avec Alain Pras, édition Loco-Revue, Auray, 1981 ainsi qu'en 1987, 96 et 104 p[N 6].
- Cent Ans de trains-jouets en France, La Vie du Rail, Paris, 1981, 190 p[N 7].
- Les Jouets anciens, Atlas, Paris, 1982 et 1985, 240 p[N 8].

- Prix Pouchard 1983 de l’Académie française
- Les Chefs-d’œuvre du modélisme ferroviaire, Atlas, Paris, 1982 et 1984, 144 p[N 9].
- Ces sacrés petits trains, Les éditions de l'amateur, Bruxelles, 1983, 206 p.
- À l'encre violette, un siècle de vie à la communale, Atlas, Paris, 1983, 1986, 1994 et 2005
- Dix Super Plans de réseaux, édité par les trains Jouef, Paris, 1984, 1987 ou 1991, 1993 et 1998, 40 p[N 10].
- Le Temps des chemins de fer en France, avec Jacques Marseille, Nathan ou PML, Paris, 1986, 190 p[N 9].
- Trains et Modèles de trains, encyclopédie en 7 tomes (ouvrage de base, puis 46 compléments), Weka, Paris, 1985 à 1993, 8072 p.  (ISBN 2-7337-0036-7)
- La Grande Aventure du TGV, Larousse, Paris, 1987, 200 p.[N 11].
- Les Jouets JEP, Maeght, Paris, 1988 400 p[N 12].
- Les Grands Trains, Larousse, Paris, 1989, 1991, 1995 et 2001, 200 p[N 13].
- T'es pas si nul, Solar ou M.A. Éditions, 1989, 2005
- Les Jouets Citroën, Maeght, Paris, 1990, 270 p[N 14]
- Modélisme : l'intégrale du matériel SNCF, en deux tomes, avec Guy Landgraf, éditions La Vie du Rail, Paris, 1991, 380 p.
- Cote RMF du train miniature 1992, 1995 ainsi qu'en 1999 aux éditions Weka et Rigel, Paris
- Encyclopédie du train-jouet français, éditions du Collectionneur, Paris, 1993, 340 p. et chez Altinea, 2007[N 15]
- Catalogue de la vente de trains de la collection Petiet, Hôtel Drouot Paris, 5 catalogues annuels, 1993, 1994, 1995, 1996 et 2004[N 16]
- Trains de légende, Atlas, Paris, 1995-1999[N 17]
- 3 000 Modèles réduits ferroviaires, en 2 tomes, éditions Milan, Toulouse, 1996 et 1997, 600 p. (ISBN 2-84113-450-4 et 2-84113-451-2)[N 18].
- Cinquante Ans de traction à la SNCF - Enjeux politiques, économiques et réponses techniques, CNRS éditions, Paris 1997, 320 p[N 19].
- Paris ferroviaire, Guide des gares, Parigramme. Paris 1999, 2002, 2005, 192 p[N 20].
- Le Patrimoine de la SNCF et des chemins de fer français, Flohic, Paris, 1999, 2000, 2002, 972 p[N 21]
- Objets du train à collectionner, éditions Du May (ETAI), Paris, 2000, 128 p[N 22]
- Métro insolite : Guide technique et architectural du métro de Paris, Parigramme, Paris, 2001, 2005, 2011, 176 p[N 23].
- Les Trains : une épopée de légende, livre pour enfants, La Poste, Paris 2001, 56 p[N 24].
- Histoire d'objets techniques. Manuel scolaire, avec Serge Picard et Ignace Rak. Delagrave, Paris, 2001.
- Locomotives de légende, fiches accompagnant des modèles réduits de locomotives, Atlas, Paris, 2001-2004[N 25]
- La Grande Aventure du train, encyclopédie en 67 fascicules, Hachette, Paris, 2002-200?, 800 p[N 26]
- L'Encyclopédie Trains, la légende du chemin de fer, Nov'édit, 2003, 450 p.
- Le Livre d'or des trains. La légende des chemins de fer, Éditions De Lodi, 2003, 448 p.  (ISBN 978-2846900805)[N 27]
- Paris tram : l'histoire mouvementée du tramway parisien et des petits trains en Île-de-France, Parigramme, 2003, 2005, 159 p. (ISBN 978-2840961963)[N 28]
- Jouef : Les petits trains de notre enfance, Loco Revue LR Presse, Auray, 2004, 350 p. (ISBN 2-903651-38-8)[N 3], réédition 2007,  (ISBN 2-903651-46-9)
- Trains miniatures - Ed.groupe LR Presse, Auray, 2005, 149 pages.  (ISBN 978-2903651404)
- Le Chemin de fer du XXIe siècle, Science et Vie, n° spécial hors série, juin 2003[N 29]
- Larousse des trains et des chemins de fer, Larousse, Paris, 2005, réédition 2008, 512 p.  (ISBN 978-2035054937)[N 30].
- Trains de l’extrême, Lodi, Paris, 2006, 267 p.  (ISBN 978-2846902731)[N 31]
- Trains de légende, nouvelle encyclopédie de 35 volumes de 126 pages, Atlas, Paris, 2005-2008[N 32]
- Carnet de morale, Éditions de Borée, 2006
- Hornby, des trains-jouets bien français, Loco Revue LR Presse, Auray, 2006, 285 p.  (ISBN 978-2903651435)[N 20]
- La Passion des trains (avec Michel Chevalet), encyclopédie en 70 fascicules et DVD[N 33], Atlas, Paris, 2006-2009
- JEP-1902-1964 : Les plus beaux trains-jouets de France, LR Presse, Auray, 2008, 288 p.  (ISBN 978-2903651503)[N 20]
- Paris au temps des gares, Éd. Parigramme, Paris 2011, 160 p[N 34].
- Les Trains d’antan en cartes postales, Éd. HC Paris, 2011, 160 p[N 20].
- Transports urbains, Éd. Atlas, Paris, 2011, 31 volumes de 126 p[N 35].
- Les Secrets des trains , La librairie Vuibert, 2012, 304 p.
- Michelines et Autorails , fiches accompagnant des modèles réduits d'autorail, Atlas, Paris, 2012
- Trains - Histoire des chemins de fer. Développement des locomotives. Apogée des Trains à Grande Vitesse. Éditions De Lodi, 2012, 448 p.
- Il était une fois le train, la grande histoire du chemin de fer français, Éditions Studio Canal, 2012, 128 p. + 2 DVD
- 50 Histoires de trains extraordinaires et fantastiques, Éditions Ipanema, 2013, 88 p.
- Automotrices des réseaux français, fiches accompagnant des modèles réduits d'automotrices, Atlas, Paris, 2014
- La France en train : cheminots et voyageurs, 1880-1980, avec Marie-Hélène Westphalen, Les Arènes, 2014, 110 p.
- 1915-2015, un siècle de trains miniatures, Éditions LR presse, 2015, 272 p.
- Les Chemins de fer mythiques, collection L'histoire par les cartes, Éditions du Chêne-EPA-Hachette, 2016, 224 p.
- L'Orient-Express, la vraie histoire, Éditions Hachette-EPA, 2017, 120 p.
- Patrimoine ferroviaire (avec Luc Fournier), Éditions du Patrimoine, 2017, 260 p.
- La Grande Histoire du métro parisien de 1900 à nos jours, Atlas, 2018.
- Paris Autobus Insolite, Éditions Parigramme, 2019, 160 p.
- Toutes les lignes et gares de France en cartes, Éditions LR-Presse, 2019, 187 p.
- La France de gare en gare, Éditions Ouest-France, 2020, 173 p.
- Répertoire des marques de jouets, Éditions Le village du jouet, 2021, 282 p.
- Une histoire insolite des trains, Éditions Alizio (Leduc), Paris, 2024, 256 p.